# 撫仙鯰
抚仙鲇（学名：Silurus grahami）为鲇科鲇属的鱼类，是中国的特有物种。分布于云南抚仙湖、星云湖、杞麓湖和阳宗海等，多生活于湖泊敝水区，體長可達42.6公分，生活習性不明。该物种的模式产地在云南抚仙湖。